# Hveragerðisbær
Hveragerðisbær är en kommun i Suðurland på Island..
Kommunen utgörs av orten Hveragerði, som bildade en egen kommun 1946.